# Abax macrovulum
Abax macrovulum är en skalbaggsart som beskrevs av Hendrik Freitag. Abax macrovulum ingår i släktet Abax och familjen jordlöpare. Inga underarter finns listade i Catalogue of Life.